# Theo Wolvecamp
Theo Wolvecamp  né le 30 août 1925 à Hengelo, mort le 11 octobre 1992 à Amsterdam est un peintre néerlandais du groupe  Cobra. Influencé par Karel Appel et Asger Jorn, il a contribué à sa manière, dans la seconde moitié des années 1950, à  la création du langage CoBrA. Alors qu'Appel, Constant et Corneille étaient les représentants les plus importants, Wolvecamp se définissait comme « faisant partie de la queue de CoBrA. »

## Le peintre
Wolvecamp a commencé à peindre jeune en suivant des cours privés. En 1945, il s'inscrit à l'académie d'art de Arnhem, qu'il quitte en 1947. Cette année-là, il s'installe à Amsterdam et il commence à pratiquer une peinture abstraite très libre, utilisant du sable pour ses toiles. Comme Corneille, il s'inspire de Miro, de Kandinsky dans sa période expressionniste abstraite, notamment pour les tableaux Explosion  1948 et Composition B3 1949. Wolvecamp rejoint bientôt le  Experimentele Groep in Holland, (Groupe Expérimental Hollandais) qui réunit notamment Karel Appel, Guillaume Corneille et Constant, et que de nombreux artistes rejoignent la même année : Constant Nieuwenhuys, Asger Jorn, Anton Rooskens, Theo Wolvecamp et Jan Nieuwenhuys. On y trouve encore, Eugène Brands, Gerrit Kouwenaar, Jan Elburg, Bert Schierbeek, Lucebert. Theo participe au Groupe Expérimental Hollandais qui est composé d'artistes et de poètes. 
Le groupe fait paraître en deux numéros en octobre/novembre 1948 la revue Reflex où déjà s'annonce le  mouvement CoBrA, et qui marque la constitution du Groupe Expérimental Hollandais. 
Tout en gardant de bons rapports avec le groupe CoBrA, Wolvecamp s'en écarte après 1949. Il reste en contact avc Appel, Constant et Corneille, mais il présente peu d'œuvres et il en détruit beaucoup. Il revient dans le groupe Cobra pour une courte période en 1951. Mais c'est surtout après la fin de Cobra, à partir de la seconde partie des années 1950 qu'il produit des œuvres plus personnelles et en plus grand nombre,.
On trouve ses tableaux au  Musée Cobra, au Stedelijk Museum Amsterdam, au Musée de Dordrecht.
Ses tableaux sont principalement au Stedelijk Museum Amsterdam et au Musée Cobra ainsi dans des collections particulières.

## Sélection  de peintures
- 1947 : Compositie A 31 [9]
- 1948 : Explosion, huile sur toile  70 × 80 cm[10], Explosie http://www.stedelijk.nl/en/artwork/3897-explosie
- 1948: Compositie [11]
- 1949 :  Composition B3 huile sur toile  [12] Compositie B3[13]
- 1957 : Tauromachie  huile sur toile  110 × 110 cm signée en bas au centre et au dos . Collection particulière[14]
- 1959:  Voorjaar[15]
- 1960 : 'Beweging in landschap [16]
- 1974-1975 : Herfst[17]